# Colobothea pleuralis
Colobothea pleuralis là một loài bọ cánh cứng trong họ Cerambycidae.